# 3. Sinfonie (Haydn)

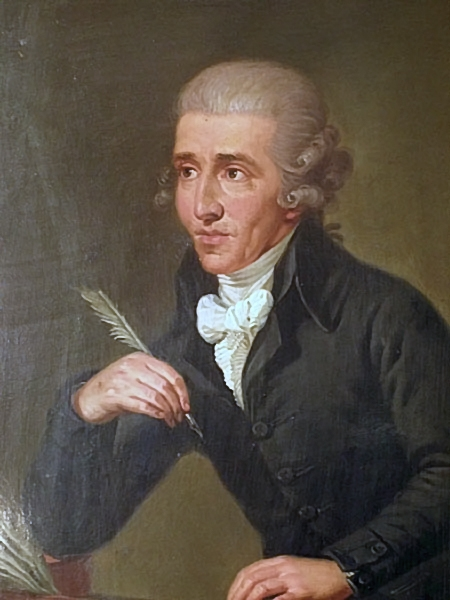
Joseph Haydn (Gemälde von Ludwig Guttenbrunn, um 1770)

Die Sinfonie G-Dur Hoboken-Verzeichnis I:3 komponierte Joseph Haydn um 1761. Das Werk gilt innerhalb Haydns früher Sinfonien durch den Gebrauch von Kontrapunktik, Tendenzen zur Sonatensatzform und der Aufwertung des Schlusssatzes als bedeutsam.
Die Sinfonie G-Dur Hoboken-Verzeichnis I:3 entstand um 1761. Innerhalb von Haydns frühen Sinfonien hat Nr. 3 eine Sonderstellung und wird daher z. T. als besonders bedeutsam hervorgehoben. Dies liegt daran, dass das Werk schon „moderne“ Merkmale von dem aufweist, was später als typische Sinfonie der Wiener Klassik bekannt wird:
- erster Satz mit Tendenzen zur Sonatensatzform: typische Kontrastierung von erstem und zweitem Thema, Durchführung mit Verarbeitung von Material der Exposition;
- Viersätzigkeit mit einem Menuett als dritten Satz;
- Aufwertung des Finales: kein leichtgewichtiges Kehraus, sondern ein gleichwertiges Gegenstück zum ersten Satz.
- Paradoxerweise auch die Verwendung der damals „altmodischen“ barocken Technik der Mehrstimmigkeit (die sich bis in die späteren Werken Haydns wie auch anderer Zeitgenossen durchzieht).[5]
- Weiterhin ist die Behandlung der Bläser differenzierter als in den Vorgänger-Sinfonien.[6]

Möglicherweise handelt es sich bei der Sinfonie Nr. 3 zusammen mit der Sinfonie Nr. 15 um die ersten für die Esterházysche Kapelle komponierten Sinfonien: „Prägend für Sinfonie Hob. I:3 ist die kontrapunktische Satztechnik, die vor allem im Menuet (Kanon zwischen Oberstimme und Baß) sowie in der Fuge des Schlusssatzes, aber auch im 1. Satz mit seinem soggettoartigen Thema eine große Rolle spielt. Ein Grund für diese zumindest in dieser Konzentration ungewöhnliche Kontrapunktik könnte sein, daß Haydn seinem neuen Dienstherrn Paul Anton, der Werners Kompositionen gewohnt war, seine Fähigkeiten auf dem Gebiet der polyphonen Satztechnik unter Beweis stellen wollte.“

## Zur Musik
Besetzung:  zwei Oboen, zwei Hörner, zwei Violinen, Viola, Cello, Kontrabass. Zur Verstärkung der Bass-Stimme wurde damals auch ohne gesonderte Notierung ein Fagott eingesetzt. Über die Beteiligung eines Cembalo-Continuos in Haydns Sinfonien bestehen unterschiedliche Auffassungen.
Aufführungszeit:  ca. 15 Minuten.
Bei den hier benutzten Begriffen der Sonatensatzform ist zu berücksichtigen, dass dieses Schema in der ersten Hälfte des 19. Jahrhunderts entworfen wurde (siehe dort) und von daher nur mit Einschränkungen auf die Sinfonie Nr. 3 übertragen werden kann. – Die hier vorgenommene Beschreibung und Gliederung der Sätze ist als Vorschlag zu verstehen. Je nach Standpunkt sind auch andere Abgrenzungen und Deutungen möglich.

### Erster Satz: Allegro
G-Dur, 3/4-Takt, 122 Takte
Der Satz wird eröffnet von zwei fallenden Intervallen (Quarte und Septe) der parallel geführten Violinen und Oboen (ähnlich zu Beginn des ersten Satzes von Mozarts Sinfonie KV 183). Das zweite Motiv des „ersten Themas“ besteht aus einer in Vierteln aufsteigenden Figur mit Triller. Beide Motive sind unterlegt von durchlaufender Bassbewegung im Staccato. Von Takt 7 bis 9 folgt noch ein drittes Motiv mit fallender Linie im Piano, bei der die 2. Violine die Achtelbewegung vom Bass aufgreift. Das Thema ist somit aufgrund der ungleichen Länge seiner Bestandteile nicht periodisch bzw. symmetrisch aufgebaut. In Takt 10 setzt das ganze Orchester forte mit einer Fortspinnung des Hauptmotivs ein. Bis zum Beginn des „zweiten Themas“ in Takt 29 wird dann neues Material gebracht, von dem ein aufwärts sequenziertes Motiv mit Synkope (Takt 20–24) hervorzuheben ist. Dabei führt die 2. Violine, während die 1. Violine die Figur des Basses von Takt 10 bis 14 aufgreift (aufsteigende, gebrochene Akkorde). Dieses Synkopen-Motiv taucht später im Satz nochmals auf.
Das zweite Thema (Takt 29–36) in der Dominante D-Dur steht im Piano und basiert auf einem zweitaktigen, sanglichen Motiv, das sich die Oboen und Violinen dialogartig zuwerfen. Die Exposition endet im Schlussabschnitt (Takt 37–45) mit einer Tremolo-Figur aus der Passage vor dem zweiten Thema, wobei eine Floskel im Bass für Auflockerung sorgt.
In der Durchführung werden das erste Thema sowie das Synkopen-Motiv verarbeitet. Dabei moduliert Haydn von Takt 57 bis 71 über C-Dur, F-Dur, a-Moll und E-Dur / e-Moll. Von Takt 53 bis 56 wird das erste Thema in der 2. Violine von einem Motiv der 1. Violine begleitet, dass sich in ähnlicher Form im vierten Satz wieder findet.
Die Reprise beginnt in Takt 80 mit dem ersten Thema in der Tonika G-Dur. Nach dem ersten Durchlauf greifen Viola und Bass das Thema auf, überlagert von einer gegenstimmenartigen Begleitung der Violinen. Der weitere Verlauf der Reprise ist ähnlich der Exposition strukturiert. Exposition sowie Durchführung und Reprise werden wiederholt.

### Zweiter Satz: Andante moderato
g-Moll, 2/4-Takt, 86 Takte, nur für Streicher
Der Satz ist bis auf wenige Akzente durchweg piano gehalten und insgesamt durch den auftaktigen Charakter der Motive mit hoquetusartigen Pausen gekennzeichnet. Die beiden Hauptthemen sind symmetrisch aufgebaut, jedoch spiegelbildlich zueinander: Im ersten Thema macht die erste Phrase vom Vordersatz durch Sechzehntelpausen einen stockenden Eindruck, während die zweite Phrase durch das Fehlen von Pausen mehr fließend wirkt. Im zweiten Thema (Takt 12–20) in der Tonikaparallelen B-Dur ist es umgekehrt: Im Vordersatz setzt sich der fließende Charakter fort, es dominiert die 1. Violine. Der Nachsatz, in dem 1. und 2. Violine versetzt spielen, hat dagegen wieder einen durch Sechzehntelpausen stockenden Charakter. Es folgt der Schlussabschnitt (Takt 20–28) in B-Dur mit zwei kurzen Unisono-Vorhalten im Forte.
In der Durchführung (Takt 29–59) wird das erste Thema, insbesondere dessen erste Phrase, verarbeitet, indem das Material leicht abgewandelt und moduliert wird; es werden z. B. f-Moll (Takt 40), Es-Dur (Takt 42) und c-Moll (Takt 48 ff.) erreicht. Die Reprise ist ähnlich der Exposition strukturiert. Exposition sowie Durchführung und Reprise werden wiederholt.

### Dritter Satz: Menuet
G-Dur, 3/4-Takt, mit Trio 48 Takte
Das auftaktlose Menuett ist ein zweistimmiger Kanon, wobei die erste Stimme von Oboen und Violinen, die um einen Takt versetzte zweite Stimme von Viola, Cello und Kontrabass gespielt wird; die Hörner begleiten. In Takt 19 / 20 wechselt die Stimmführung, nun ist die zweite Stimme der ersten um einen Takt voraus. – Ein kanonartiges Menuett benutzt Haydn auch in den Sinfonien Nr. 23 und Nr. 44.
Das Trio steht ebenfalls in G-Dur und ist durch seinen Triolen-Dialog zwischen solistischen Bläsern und den Violinen geprägt.

### Vierter Satz: (Allegro)
G-Dur, 2/2-Takt (alla breve), 131 Takte
Der Satz basiert auf zwei Themen mit ihren Gegenstimmen, die kontrapunktisch verarbeitet werden:
- Cantus-firmus-Thema: Sekunde aufwärts – Terz abwärts – Sekunde aufwärts. Das Thema hat am Satzanfang auch noch eine die Haupttöne umspielende Gegenstimme.
- Zweites Thema aus Tonrepetition und Sekundschritt aufwärts. Gegenstimme mit absteigendem gebrochenem Akkord, in den Bläsern als halbe Noten, in den Streichern als umspielender Achtellauf.

Mögliche Gliederung:

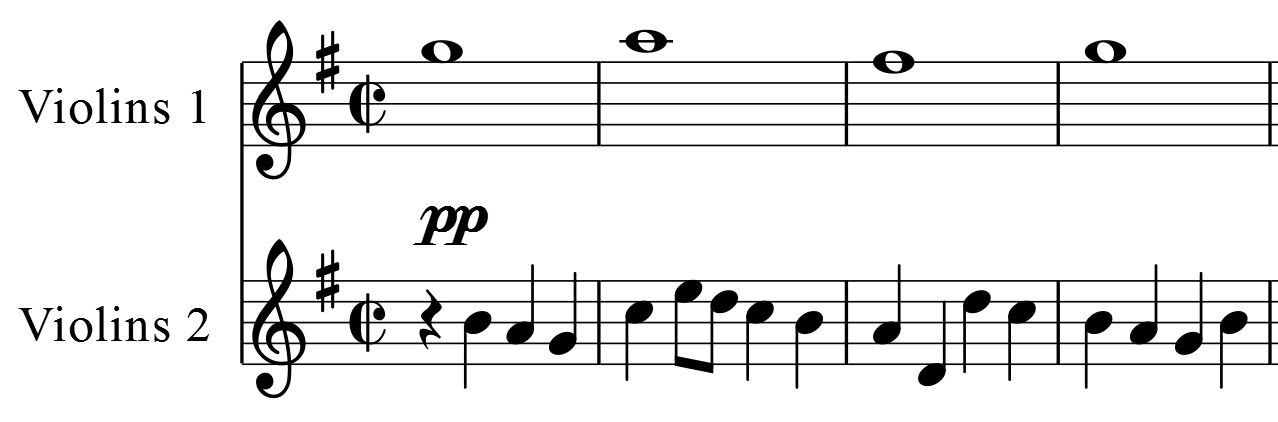
Beginn des Allegros in den beiden Violinen, Thema und Gegenstimme

Erster Abschnitt („Exposition“) mit Vorstellung der Themen in der Tonika G-Dur:
- Takt 1–26: Das Thema wird mit seiner Gegenstimme zunächst in den Violinen vorgestellt. Es folgen Viola (Takt 9–12), Cello und Kontrabass (Takt 13–16), Hörner (Takt 17–20) und zuletzt die Oboen (Takt 21–24). Der Abschnitt steht durchweg im Pianissimo und entspricht einer formgerechten Fugenexposition.[3]
- Takt 26–38: Vorstellung des zweiten Themas und seiner Gegenstimme, die Lautstärke wechselt abrupt zu forte. Der Abschnitt stellt keine „formgerechte“ Fugenexposition mehr dar, sondern besteht lediglich aus Aufwärts-Sequenzierung. Als Zwischenspiel folgt von Takt 35–38 eine Tremolopassage mit Wechsel von A-Dur und D-Dur und mit dem Kopf vom ersten Thema im Bass.

Zweiter Abschnitt (Takt 39–102, „Durchführung“): Verarbeitung und Gegenüberstellung vom Hauptthema (dieses auch versetzt gegen sich selbst), Thema 2 und Gegenstimme, Takt 91 ff. vierstimmige Engführung vom Hauptthema. Beginn in der Dominante D-Dur, danach Modulationen. Ab Takt 97 folgt das Zwischenspiel analog Takt 35 ff.
Dritter Abschnitt (Takt 103–131, „Reprise“)
- Takt 103 ff.: Hauptthema gegen zweites Thema (nun mit Sekundschritt abwärts)  in den Streichern, piano;
- Takt 110 ff.: Variante der Gegenstimme vom zweiten Thema, forte;
- Takt 115 bis 122: Orgelpunkt im Bass auf D, darüber Hauptthema in Engführung sowie Thema 2.

Der Satz endet nach rasanten Unisono-Achtelläufen der Gegenstimme von Thema 2. James Webster lobt: „Das Finale aber, ein Meisterwerk, übertrumpft all dies mit einer großartigen Synthese aus Fuge und Sonatenstil und ist vermutlich das erste Beispiel für diesen bei Haydn so wichtigen Finalsatztyp. Dem Finale der „JupiterSymphonie“ ähnelt es insofern, dass es sich um einen Sonatensatz mit kunstvoller kontrapunktischer Struktur über einem ‚Cantus-Firmus‘-artigen Thema aus vier ganzen Noten handelt.“ Teilweise wird der Satz wegen der Verwendung von zwei Themen auch als Doppelfuge bezeichnet, wobei keine „strenge“ Form der Doppelfuge vorliegt, sondern eine Mischform mit Elementen der „Sonate“ (z. B. der Wechsel zur Dominante).